# Pseudocoremia maculosa
Pseudocoremia maculosa är en fjärilsart som beskrevs av Gordon J. Howes 1914. Pseudocoremia maculosa ingår i släktet Pseudocoremia och familjen mätare. Inga underarter finns listade i Catalogue of Life.